# Гроссман, Хорст
Хорст Гроссман (нем. Horst Großmann; 19 ноября 1891 — 4 мая 1972) — немецкий офицер, участник Первой и Второй мировых войн, генерал пехоты, кавалер Рыцарского креста с Дубовыми листьями.

## Начало военной карьеры
В сентябре 1911 года поступил на военную службу, фанен-юнкером (кандидат в офицеры), в пехотный полк. С июня 1913 — лейтенант.

## Первая мировая война
С 2 августа 1914 года — на фронте. С августа 1916 года — старший лейтенант. Служил на штабных должностях уровня батальон, полк. За время войны награждён Железными крестами обеих степеней, Рыцарским крестом Гогенцоллерна и ещё двумя орденами. Был ранен.

## Между мировыми войнами
Продолжил службу в рейхсвере. К началу Второй мировой войны — начальник курса в военном училище, полковник.

## Вторая мировая война
С октября 1939 года — командир полка 8-й пехотной дивизии (на западной границе Германии). В мае-июне 1940 года участвовал во Французской кампании, награждён планками к Железным крестам обеих степеней (повторное награждение).
С 22 июня 1941 года участвовал в германо-советской войне. Бои в Белоруссии, в районе Смоленска, под Москвой. В августе 1941 года награждён Рыцарским крестом (№ 434).
С января 1942 года — командир 6-й пехотной дивизии, генерал-майор. Бои в районе Ржева. С января 1943 — генерал-лейтенант, в феврале 1943 года награждён Золотым немецким крестом.
В июле-августе 1943 года — бои на Курской дуге, в сентябре 1943 года награждён Дубовыми листьями (№ 292) к Рыцарскому кресту.
С января 1944 года — командующий 55-м армейским корпусом. Бои в районе Бобруйска.
С августа 1944 года — командующий 6-м армейским корпусом. Бои в Восточной Пруссии. С ноября 1944 года Гроссман произведён в звание генерал пехоты.
9 мая 1945 года генерал пехоты Гроссман взят в британский плен. Отпущен из плена в июле 1947 года.

## Послевоенные годы
Автор книги о боях в районе Ржева — «Ржев — краеугольный камень Восточного фронта». Встречается с другим названием — «Ржевский кошмар глазами немцев», «Я бил маршала Жукова. Ржевский кошмар».

## Награды
- Железный крест 2-го класса (1 октября 1914) (Королевство Пруссия)
- Железный крест 1-го класса (25 октября 1916)
- Королевский орден Дома Гогенцоллернов рыцарский крест с мечами (12 ноября 1917) (Королевство Пруссия)
- Ганзейский крест Гамбурга
- Крест «За заслуги на войне» (Герцогство Саксен-Майнинген)
- Нагрудный знак «За ранение» (1918) чёрный
- Почётный крест Первой мировой войны 1914/1918 с мечами (1934)
- Немецкий имперский спортивный знак
- Медаль «За выслугу лет в вермахте» с 4-го по 1-й класс
- Пряжка к Железному кресту 2-го класса (18 мая 1940)
- Пряжка к Железному кресту 1-го класса (28 мая 1940)
- Медаль «За зимнюю кампанию на Востоке 1941/42»
- Немецкий крест в золоте (11 февраля 1943)
- Рыцарский крест Железного креста с дубовыми листьями
  - рыцарский крест (23 августа 1941)
  - дубовые листья (№ 292) (4 сентября 1943)